# 里辛
里辛（英語：Ruthin）是位於英國威爾斯北部登比郡的一座城鎮，也是登比郡的郡治。這一名稱來自於威爾斯語的rhudd（紅色）和din（城堡）兩個詞語，其顏色來自沙岩基岩， 是1277–1284年建造當地城堡的原料。據2001年英國人口普查，里辛有人口5,218人，其中47%是男性，53%是女性。平均年齡為43，其中98.2%是白人。百分之68的人口出生於威爾斯，百分之二十五出生於英格蘭。威爾斯語使用者占當地人口百分之42。

## 歷史
有證據證明凱爾特人與之後的羅馬人在此定居過。然而，在里辛城堡與1277年開始建造前，有關此城鎮的歷史記載很少。城堡的建造者為達菲德，王子利韋林二世的兄弟。然而城堡在他與王子利韋林二世一同反抗國王愛德華一世時被沒收。

## 外部連結
- Ruthin weather
- Town Council site in English （页面存档备份，存于）
- Town Council site in Welsh （页面存档备份，存于）
- Website of Ruthin gaol （页面存档备份，存于）
- BBC Wales's Ruthin website （页面存档备份，存于）
- Ruthin Show Society website （页面存档备份，存于）
- Ruthin Produce Market website
- Ordnance Survey Geograph - dozens of photos of Ruthin （页面存档备份，存于）
- Ruthin Gaol review with lots of photos （页面存档备份，存于）